# دانیل بولوکا
دانیل بولوکا (انگلیسی: Daniel Boloca؛ زادهٔ ۲۲ دسامبر ۱۹۹۸) بازیکن فوتبال است.